# Presidente de La Rioja
El presidente de La Rioja es, junto al Parlamento y al Gobierno autonómicos, uno de los tres órganos institucionales de la comunidad autónoma de La Rioja (España). El presidente dirige y coordina el ejecutivo, designa a sus consejeros y es la más alta representación de la comunidad, además de representar al Estado en La Rioja. 
El presidente es elegido por el Parlamento de La Rioja de entre todos los candidatos propuestos por los grupos parlamentarios. Es necesario que sea diputado o diputada de la cámara para ser elegido. Durante la sesión de investidura, cada candidato presenta su programa de gobierno y se somete a la confianza del Parlamento: el que obtenga mayor respaldo será investido presidente. Una vez hecha esta elección, es nombrado por el rey.

## Funciones
De acuerdo con el Estatuto de Autonomía, el presidente de la comunidad autónoma de La Rioja posee una doble función: 
1. Representativa e institucional, es el máximo representante de La Rioja y el representante del Estado en territorio riojano.
2. Encargado de la dirección, coordinación y seguimiento de la acción de gobierno en el poder ejecutivo. Es por esto el encargado de crear y suprimir las consejerías para la composición de su equipo de gobierno.

## Listado de presidentes
La comunidad autónoma de La Rioja ha tenido ocho presidentes desde su creación.
| N.º | Presidente | Presidente                  | Nombramiento            | Cese                 | Partido | Partido  |
| --- | ---------- | --------------------------- | ----------------------- | -------------------- | ------- | -------- |
| 1   |            | Luis Javier Rodríguez Moroy | 1 de septiembre de 1982 | 4 de febrero de 1983 |         | Ind./PRP |
| 2   |            | Antonio Rodríguez Basulto   | 4 de febrero de 1983    | 6 de junio de 1983   |         | PSOE     |
| 3   |            | José María de Miguel        | 6 de junio de 1983      | 29 de julio de 1987  |         | PSOE     |
| 4   |            | Joaquín Espert              | 29 de julio de 1987     | 13 de enero de 1990  |         | AP/PP    |
| 5   |            | José Ignacio Pérez Sáenz    | 13 de enero de 1990     | 8 de julio de 1995   |         | PSOE     |
| 6   |            | Pedro Sanz                  | 8 de julio de 1995      | 8 de julio de 2015   |         | PP       |
| 7   |            | José Ignacio Ceniceros      | 8 de julio de 2015      | 29 de agosto de 2019 |         | PP       |
| 8   |            | Concha Andreu               | 29 de agosto de 2019    | 29 de junio de 2023  |         | PSOE     |
| 9   |            | Gonzalo Capellán            | 29 de junio de 2023     | En el cargo          |         | PP       |

## Consejo de Gobierno
Está compuesto por el presidente y sus consejeros. Es el máximo órgano colegiado del Gobierno de La Rioja y se encarga de dirigir la Administración de la comunidad autónoma de La Rioja, además de ejercer la iniciativa legislativa, la función ejecutiva y la potestad reglamentaria, conforme a la Constitución, el Estatuto de Autonomía y las leyes.